# Bradley Forbes-Cryans
Bradley Forbes-Cryans (Edimburgo, 25 marzo 1995) è un ex canoista britannico, specializzato nello slalom.

## Carriera
Forbes-Cryans inizia la sua carriera agonistica internazionale nel 2012, esordendo ai Campionati Europei di Canoa Slalom Junior a Salcano in Slovenia.
Vince la sua prima medaglia in una competizione assoluta agli Europei 2015 di Markkleeberg in Germania con un argento nella categoria K1 a squadre in collaborazione con Joseph Clarke e Richard Hounslow. Lo stesso trio mette in bacheca una medaglia di bronzo ai Mondiali 2015 di Londra.
Vince la sua prima medaglia d'oro ai Mondiali 2018 di Rio de Janeiro nel K1 a squadre con Clarke e Christopher Bowers, mentre tre anni dopo il trio, porta a casa un bronzo agli Europei italiani del 2021 di Ivrea.
Nel 2021 viene chiamato a rappresentare la Gran Bretagna ai Giochi Olimpici di Tokyo nell'evento Slalom K1 maschile chiudendo in finale al 6º posto.

## Palmarès
- Mondiali - Slalom

Londra 2015: bronzo nel K1 a squadre.
Rio de Janeiro 2018: oro nel K1 a squadre.
- Europei - Slalom

Markkleeberg 2015: argento nel K1 a squadre.
Ivrea 2021: bronzo nel K1 a squadre.